# Bradeston

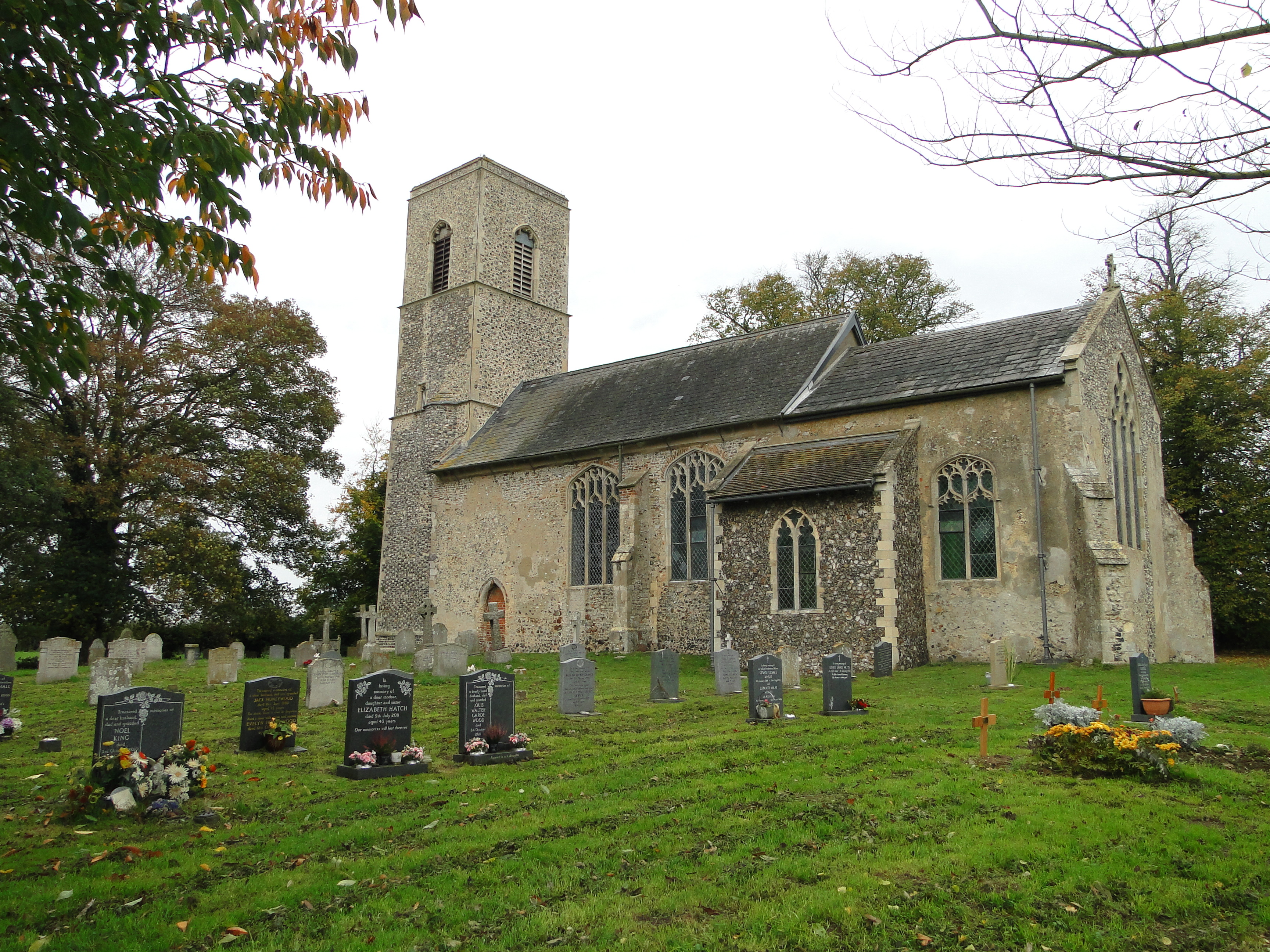

Bradeston var en civil parish fram till 1884 när det uppgick i Brundall och Strumpshaw, i grevskapet Norfolk, i England. Civil parish var belägen 11 km från Norwich och hade 165 invånare år 1881. Byn nämndes i Domedagsboken (Domesday Book) år 1086, och kallades då Breiestuna.